# ジャン＝アルメル・カナ＝ビイク
ジャン＝アルメル・カナ＝ビイク（フランス語: Jean-Armel Kana-Biyik、1989年7月3日 - ）は、カメルーンとフランスのサッカー選手。元カメルーン代表。FCメス所属。ポジションはDF。

## クラブ歴
2005年にル・アーヴルACの下部組織に加入し、2008年にトップチーム昇格、同年2月22日にリーグ・ドゥでプロデビューを記録した。
2010年6月21日に4年契約でスタッド・レンヌに移籍。
2015年1月10日に2年半契約でトゥールーズFCに移籍。
2016年8月にスュペル・リグのカイセリスポルに移籍。
2019年7月にガズィアンテプBBに移籍。
2022年1月5日、FCメスと2022年6月までの契約を結んだ。

## 代表歴
フランスU-21代表として第37回トゥーロン国際大会に参加した。
2012年にA代表としてカメルーン代表を選択。同年10月14日のアフリカネイションズカップ2013予選のカーボベルデ代表戦で代表初出場。2019年9月に代表引退を表明した。

## 家族
父のアンドレ・カナ＝ビイク、いとこのエミリオ・オマン＝ビイク、叔父のフランソワ・オマン＝ビイクもサッカー選手。